# Mormântul actorului Nicolae Veniaș
Mormântul actorului Nicolae Veniaș este un monument istoric aflat pe teritoriul municipiului Iași.